# Festa Nacional da Espanha
Festa Nacional de Espanha é a denominação oficial que recebe no dia nacional de Espanha. Celebra-se o 12 de outubro, desde 1892, e está regulado pela Lei 18/1987, de 7 de outubro, cujo único artigo indica:
Festa Nacional da Espanha tem sua dominação oficial no dia 12 de outubro, desde 1892

## Origem
O 23 de setembro de 1892, a rainha regente María Cristina de Habsburgo-Lorena promulgó um Real Decreto em San Sebastián, a proposta do presidente Antonio Cánovas do Castillo, no que se declarava festa nacional o 12 de outubro de 1892, em comemoração da Descoberta de América. Dito Real Decreto foi assinado pela rainha regente em nome de seu filho Alfonso XIII e em presença do presidente do Conselho de Ministros o 12 de outubro de 1892 no Monasterio dA Rábida, com motivo de sua visita a Huelva, Paus da Fronteira e Moguer para a celebração dos actos do IV centenário da descoberta de América.A rainha regente Maria Cristinna de Hanburgo Lorena declara festa nacional dia 12 de outubro de 1892

El 12 de octubre Fiesta Nacional. Artículo único. Se autoriza al gobierno para presentar a las Cortes en su reunión próxima, un proyecto de ley para declarar perpetuamente fiesta nacional el día 12 de octubre en conmemoración del descubrimiento de América. Dado en Santa María de la Rábida a 12 de octubre de 1892.

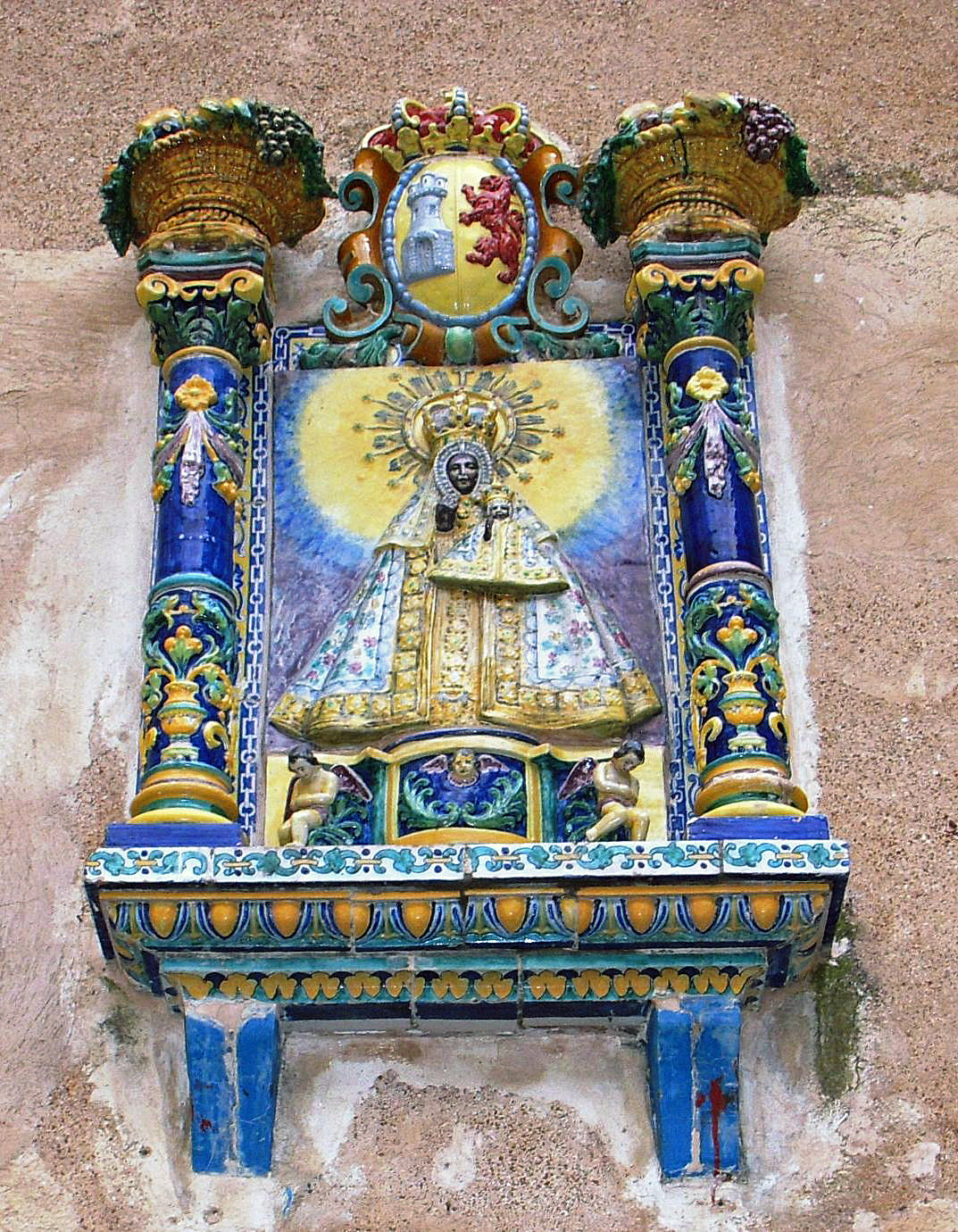
Representação da Virgen de Guadalupe, nomeada Rainha da Hispanidad. Cerâmica de Talavera.

Hispanidad é um termo do espanhol clássico, que a princípios do século XX  tinha já caído em desuso. Mas em 1926 o sacerdote espanhol Zacarías de Vizcarra propôs, num artigo que publicou em Buenos Aires, que «Hispanidad» devesse substituir a «Raça» nas celebrações de doze de outubro. A celebração de doze de outubro como Festa da Raça Espanhola tinha sido proposta em 1913 por Faustino Rodríguez-San Pedro desde a organização União Ibero-Americana, e em 1918 atingiu em Espanha a faixa de festa nacional com essa denominação. Denominação amplamente utilizada de facto em diferentes repúblicas americanas que tinham reconhecido também o 12 de outubro como festa nacional, sem nome algum ou sob outros rótulos.

O termo em espanhol havia caído em desuso, mas em 1926 o sacerdote em espanhol Zacarias de Vizxarra propos um artigo sobre as celebrações da festa da Raça Espanhola
1. ↑  «Ley 18/1987, de 7 de octubre, que establece el día de la Fiesta Nacional de España en el 12 de octubre». Boletín Oficial del Estado (241). 7 de octubre de 1987 Verifique data em: |data= (ajuda)
2. ↑  «Real Decreto» (PDF). Boletín Oficial del Estado. Gobierno de España (269). 25 de septiembre de 1892 Verifique data em: |data= (ajuda)
3. ↑  «Reales Decretos de la Reina para celebrar el Centenario». La Provincia. Huelva (3238). 12 de octubre 1892 Verifique data em: |data= (ajuda)